# UCI Asia Tour 2008
L'UCI Asia Tour 2008 fu la quarta edizione dell'UCI Asia Tour, uno dei cinque circuiti continentali di ciclismo dell'Unione Ciclistica Internazionale. Era composto da trentuno corse, poi ridotte a ventotto effettive, che si svolsero tra ottobre 2007 e settembre 2008 in Asia, più le gare di campionati asiatici e Giochi della XXIX Olimpiade.

## Calendario

### Ottobre 2007
| Data | Prova            | Cat. | Vincitore    | Squadra              |
| ---- | ---------------- | ---- | ------------ | -------------------- |
| 28   | Japan Cup (2007) | 1.1  | Manuele Mori | Saunier Duval-Prodir |

### Novembre 2007
| Data | Prova           | Cat. | Vincitore        | Squadra            |
| ---- | --------------- | ---- | ---------------- | ------------------ |
| 3-10 | Tour of Hainan  | 2.2  | Robert Radosz    | Intel-Action       |
| 11   | Tour de Okinawa | 1.2  | Takashi Miyazawa | Nippo-Meitan Hompo |

### Dicembre 2007
| Data  | Prova                   | Cat. | Vincitore     | Squadra                   |
| ----- | ----------------------- | ---- | ------------- | ------------------------- |
| 16-21 | Tour de Thaïlande       | 2.2  | Ahad Kazemi   | Tabriz Petrochemical Team |
| 23-30 | Tour of South China Sea | 2.2  | Wang Yip Tang | Hong Kong Pro Cycling     |

### Gennaio
| Data | Prova                      | Cat. | Vincitore                      | Squadra               |
| ---- | -------------------------- | ---- | ------------------------------ | --------------------- |
| 7-13 | Jelajah Malaysia           | 2.2  | Tonton Susanto                 | LeTua Cycling Team    |
| 26   | H. H. Vice-President's Cup | 1.2  | Badr Mohamed Mirza Bani Hammad | Doha Team             |
| 27-1 | Tour of Qatar              | 2.1  | Tom Boonen                     | Quick Step-Innergetic |

### Febbraio
| Data  | Prova                  | Cat. | Vincitore      | Squadra                          |
| ----- | ---------------------- | ---- | -------------- | -------------------------------- |
| 9-17  | Tour de Langkawi       | 2.HC | Ruslan Ivanov  | Serramenti Diquigiovanni-Androni |
| 21-24 | UAQ International Race | 2.2  | Hossein Askari | Tabriz Petrochemical Team        |

### Marzo
| Data | Prova          | Cat. | Vincitore       | Squadra                        |
| ---- | -------------- | ---- | --------------- | ------------------------------ |
| 2-7  | Taftan Tour    | 2.2  | Hossein Nateghi | Tabriz Petrochemical Team      |
| 9-17 | Tour de Taïwan | 2.2  | John Murphy     | Health Net presented by Maxxis |

### Aprile
| Data  | Prova                            | Cat. | Vincitore      | Squadra                   |
| ----- | -------------------------------- | ---- | -------------- | ------------------------- |
| 2-6   | Tour of East Java                | 2.2  | Ghader Mizbani | Tabriz Petrochemical Team |
| 12-13 | Petaling Jaya City Criterium     | 2.2  | Annullata      |                           |
| 15    | Campionati asiatici - Cronometro | CC   | Eugen Wacker   | Kirghizistan              |
| 17    | Campionati asiatici - In linea   | CC   | Fumiyuki Beppu | Giappone                  |
| 20-27 | Tour de Hong Kong Shanghai       | 2.2  | Annullata      |                           |

### Maggio
| Data  | Prova                  | Cat. | Vincitore        | Squadra                   |
| ----- | ---------------------- | ---- | ---------------- | ------------------------- |
| 9-11  | Tour de Kumano         | 2.2  | Miyataka Shimizu | Nippo-Meitan Hompo        |
| 9-13  | Président Tour of Iran | 2.2  | Ahad Kazemi      | Tabriz Petrochemical Team |
| 18-25 | Tour of Japan          | 2.2  | Cameron Meyer    | Southaustralia.com-AIS    |
| 21-29 | Tour d'Azerbaïdjan     | 2.2  | Hossein Askari   | Tabriz Petrochemical Team |

### Giugno
| Data  | Prova            | Cat. | Vincitore      | Squadra    |
| ----- | ---------------- | ---- | -------------- | ---------- |
| 18-25 | Tour d'Indonesia | 2.2  | Annullata      |            |
| 5-14  | Tour de Korea    | 2.2  | Sergej Lagutin | Uzbekistan |

### Luglio
| Data  | Prova                   | Cat. | Vincitore       | Squadra                 |
| ----- | ----------------------- | ---- | --------------- | ----------------------- |
| 11-20 | Tour of Qinghai Lake    | 2.HC | Tyler Hamilton  | Rock Racing             |
| 13-22 | Way to Pekin            | 2.2  | Sergej Firsanov | Rietumu Bank-Riga       |
| 19-22 | Governor of Malacca Cup | 2.2  | Mahdi Sohrabi   | Islamic Azad Univercity |
| 23-25 | Tour of Negri Sembilan  | 2.2  | Vadim Shaehov   |                         |

### Agosto
| Data | Prova                        | Cat. | Vincitore         | Squadra  |
| ---- | ---------------------------- | ---- | ----------------- | -------- |
| 9    | Giochi olimpici - In linea   | JO   | Samuel Sánchez    | Spagna   |
| 13   | Giochi olimpici - Cronometro | JO   | Fabian Cancellara | Svizzera |

### Settembre
| Data  | Prova             | Cat. | Vincitore        | Squadra                |
| ----- | ----------------- | ---- | ---------------- | ---------------------- |
| 1-6   | Tour de Thaïlande | 2.2  | Alex Coutts      | Giant Asia Racing Team |
| 11-15 | Tour de Hokkaido  | 2.2  | Takashi Miyazawa | Nippo-Meitan Hompo     |

## Classifiche
Aggiornate al 17 ottobre 2008.
| Pos. | Corridore        | Squadra         | Punti  |
| ---- | ---------------- | --------------- | ------ |
| 1    | Hossein Askari   | Tabriz Petroch. | 240,66 |
| 2    | Ghader Mizbani   | Tabriz Petroch. | 205,66 |
| 3    | Hossein Nateghi  | Tabriz Petroch. | 204    |
| 4    | Mahdi Sohrabi    |                 | 195    |
| 5    | Takashi Miyazawa | Meitan Hompo    | 192    |
| 6    | Ahad Kazemi      | Tabriz Petroch. | 175,66 |
| 7    | Robert Radosz    |                 | 163    |
| 8    | Tyler Hamilton   | Rock Racing     | 154    |
| 9    | Taiji Nishitani  | Aisan Racing    | 132    |
| 10   | Sergej Lagutin   | Cycle Coll.     | 131    |

| Pos. | Squadra                          | Punti  |
| ---- | -------------------------------- | ------ |
| 1    | Tabriz Petrochemical Team        | 909,64 |
| 2    | Meitan Hompo-GDR                 | 545    |
| 3    | Skil-Shimano                     | 338,6  |
| 4    | Letua Cycling Team               | 279    |
| 5    | Trek-Marco Polo Cycling Team     | 278    |
| 6    | Serramenti Diquigiovanni-Androni | 273    |
| 7    | Giant Asia Racing Team           | 252    |
| 8    | Aisan Racing Team                | 242    |
| 9    | Rock Racing                      | 204    |
| 10   | Katusha Continental              | 182    |

| Pos. | Nazione             | Punti    |
| ---- | ------------------- | -------- |
| 1    | Giappone            | 1 181,2  |
| 2    | Iran                | 1 160,98 |
| 3    | Uzbekistan          | 502,66   |
| 4    | Kazakistan          | 401,66   |
| 5    | Cina                | 296      |
| 6    | Malaysia            | 269      |
| 7    | Indonesia           | 260      |
| 8    | Emirati Arabi Uniti | 248      |
| 9    | Kirghizistan        | 172      |
| 10   | Mongolia            | 157      |